# فرد ولف (نویسنده)
فرد ولف (انگلیسی: Fred Wolf؛ زادهٔ ۷ نوامبر ۱۹۶۴) کارگردان فیلم، فیلم‌نامه‌نویس، فیلم‌نامه‌نویس، کمدین اهل ایالات متحده آمریکا است.

## بخشی از فعالیت‌ها

### کارگردان
- خانه خرگوشی

### نویسنده
- تامی کوچولو
- مایه ننگ
- پخش زنده شنبه شب
- کار کثیف (فیلم ۱۹۹۸)
- بدون پارو
- بزرگ‌شده‌ها
- بزرگ‌شده‌ها ۲
- جو دِرْت